# 박권희
박권희(1926년 4월 17일~)는 대한민국의 정치인이다. 제5대 국회의원을 지냈다.

## 역대 선거 결과
|  | 16.70% |

|  | 19.83% |

|  | 39.28% |